# 過海隧道巴士171線
過海隧道巴士171線是香港的一條過海巴士路線，來往海怡半島和荔枝角，為兩區居民提供過海巴士服務。由九巴及城巴聯合經營。本線是鴨脷洲首條專利過海巴士路線以及該區首條聯營巴士路線，亦是繼170線及107線後，城巴、南區以及香港仔隧道第三條常規專利過海巴士路線。
於星期一至六上午繁忙時間，本線將分拆為過海隧道巴士171A線及過海隧道巴士171P線兩條分支，分別由利東邨（東興樓）及海怡半島單向開往荔枝角。171P線不經利東邨和銅鑼灣，而171A線則主要服務利東邨、黃竹坑和銅鑼灣居民及轉車客。

## 歷史
1993年，城巴、中巴及九巴均有申請開辦鴨脷洲至西九龍的過海隧道巴士路線，中巴的方案為來往旺角火車站（現稱港鐵旺角東站），以普通巴士及空調巴士混合行走，編號為172；而九巴及城巴的方案為來往長沙灣，全線空調巴士行走，編號為171。最後運輸署批准九巴及城巴的方案。
- 1994年6月6日，171投入服務，是城巴於1993年9月1日從中巴手上取得26條巴士路線專營權後，第一條全新開辦的路線，當時來往海怡半島及長沙灣，海怡半島總站設於第17座對出，並只於平日06:45-22:15提供服務。
- 1994年8月28日，增設假日服務，同時假日部份班次繞經海洋公園。
- 1995年1月8日，往海怡半島方向改經堅拿道天橋。
- 1995年2月17日，海怡半島總站遷往第4期下（以前總站設於現第17座站）。
- 1996年5月20日，往海怡半島方向，在銅鑼灣不停站，以縮減行車時間。不過來往鴨脷洲、黃竹坑及西九龍的需求相當高，因此是次改動反而增加受歡迎程度，在紅磡海底隧道收費廣場，乘搭本線往黃竹坑上下班的市民，遠比107及170為多。
- 1996年12月1日：每晚23:00後之班次不經海怡路，以免巴士運行產生之噪音滋擾海怡半島居民。
- 1997年4月1日：171P投入服務。
- 1997年12月1日，本線全程車費增至$10.6。
- 2007年12月30日，171及171P線延長至荔枝角，將服務範圍擴展至美孚及九華徑一帶，並方便於美孚轉乘港鐵荃灣綫及西鐵綫或其他公共交通工具的乘客[1]。
- 2008年6月8日，171及171P線全程車費由$10.6增至$11.1。
- 2011年9月19日：開辦171A線，於平日上午繁忙時間由利東邨單向往荔枝角，同時加密171P線班次[2]。
- 2011年10月10日：171P線加密星期一至五的班次至15班車[3]。
- 2013年2月25日，平日星期一至五早上由荔枝角開出的班次分為兩條：紅色（以利東邨東興樓為總站）和黃色（以海怡半島為總站，不經利東）。
- 2015年5月17日：修改逢星期日及公眾假期繞經海洋公園的時間[4]：
  - 荔枝角開出：09:00-11:30
  - 海怡半島開出：16:00-18:30
- 2016年5月23日：九巴班次增設到站時間預報。
- 2018年5月28日：城巴班次增設實時抵站時間查詢服務。
- 2019年1月20日：171、171A及171P線全程車費由$11.1增至$11.9。
- 2020年1月27日至6月13日、7月15日至9月18日及12月5日：因應海洋公園關閉，171線所有星期日及公眾假期班次不途經海洋公園[5][6][7]。
- 2020年9月28日：因應671X開辦，171A線星期一至五減至7班[8]。
- 2022年7月11日：171A線星期一至五減至5班，星期六減至4班，171P線減至6班[9][10]。
- 2022年3月20日：171P線班次減至5班，並調整171線班次[11][12]。
- 2025年3月24日：171A和171P線星期一至五減至4班，星期六減至1班，並調整171線班次[13]。

## 服務時間及班次
171
| 海怡半島開       | 海怡半島開                        | 海怡半島開                        | 荔枝角開         | 荔枝角開               | 荔枝角開               |
| 日期             | 服務時間                          | 班次（分鐘）                      | 日期             | 服務時間               | 班次（分鐘）           |
| ---------------- | --------------------------------- | --------------------------------- | ---------------- | ---------------------- | ---------------------- |
| 星期一至五       | 06:05-06:35                       | 15                                | 星期一至五       | 06:05-07:15            | 17/18                  |
| 星期一至五       | 06:55                             | 06:55                             | 星期一至五       | 07:30-08:10            | 20                     |
| 星期一至五       | 06:55-08:45由171A和171P線提供服務 | 06:55-08:45由171A和171P線提供服務 | 星期一至五       | 08:25                  | 08:25                  |
| 星期一至五       | 08:45-09:29                       | 22                                | 星期一至五       | 08:46-09:49            | 21                     |
| 星期一至五       | 09:49                             | 09:49                             | 星期一至五       | 10:10-11:13            | 21                     |
| 星期一至五       | 10:17-11:13                       | 28                                | 星期一至五       | 11:41-12:37            | 28                     |
| 星期一至五       | 11:41-12:37                       | 28                                | 星期一至五       | 13:05-14:01            | 28                     |
| 星期一至五       | 13:05-14:01                       | 28                                | 星期一至五       | 14:29-15:25            | 28                     |
| 星期一至五       | 14:22-15:25                       | 21                                | 星期一至五       | 15:46-16:49            | 21                     |
| 星期一至五       | 15:46-16:49                       | 21                                | 星期一至五       | 17:10-18:13            | 21                     |
| 星期一至五       | 17:05-18:13                       | 17                                | 星期一至五       | 18:34-19:37            | 21                     |
| 星期一至五       | 18:34-19:37                       | 21                                | 星期一至五       | 20:03-20:55            | 26                     |
| 星期一至五       | 19:55-20:55                       | 20                                | 星期一至五       | 21:10                  | 21:10                  |
| 星期一至五       | 21:17-22:01                       | 22                                | 星期一至五       | 21:26-22:00            | 17                     |
| 星期一至五       | 22:30-23:00                       | 30                                | 星期一至五       | 22:30-23:00            | 30                     |
| 星期一至五       | 23:30-00:00                       | 30                                | 星期一至五       | 23:30-00:00            | 20                     |
| 星期六           | 06:05-06:51                       | 23                                | 星期六           | 06:05                  | 06:05                  |
| 星期六           | 07:15                             | 07:15                             | 星期六           | 06:25-07:15            | 25                     |
| 星期六           | 07:15-08:05由171A和171P線提供服務 | 07:15-08:05由171A和171P線提供服務 | 星期六           | 07:40-08:30            | 25                     |
| 星期六           | 08:05-08:30                       | 25                                | 星期六           | 08:55-09:45            | 25                     |
| 星期六           | 08:50-09:50                       | 20                                | 星期六           | 10:10-11:13            | 21                     |
| 星期六           | 10:10-11:10                       | 20                                | 星期六           | 11:39-12:31            | 26                     |
| 星期六           | 11:30-12:10                       | 20                                | 星期六           | 12:51-13:31            | 20                     |
| 星期六           | 12:17-12:40                       | 15                                | 星期六           | 13:31-14:01            | 15                     |
| 星期六           | 12:55-13:55                       | 15                                | 星期六           | 14:16-15:24            | 17                     |
| 星期六           | 14:10-15:25                       | 15                                | 星期六           | 15:36-16:48            | 12                     |
| 星期六           | 15:40-16:48                       | 17                                | 星期六           | 17:05-18:13            | 17                     |
| 星期六           | 17:05-18:13                       | 17                                | 星期六           | 18:30-19:38            | 17                     |
| 星期六           | 18:41-19:37                       | 28                                | 星期六           | 19:55-20:55            | 20                     |
| 星期六           | 19:56-20:53                       | 19                                | 星期六           | 21:08-22:00            | 13                     |
| 星期六           | 21:12-22:00                       | 24                                | 星期六           | 22:20-22:40            | 20                     |
| 星期六           | 22:20-23:00                       | 20                                | 星期六           | 23:00                  | 23:00                  |
| 星期六           | 23:20-00:00                       | 30                                | 星期六           | 23:20-00:00            | 20                     |
| 星期日及公眾假期 | 06:05-06:50                       | 22/23                             | 星期日及公眾假期 | 06:05-06:49            | 22                     |
| 星期日及公眾假期 | 07:05-07:53                       | 24                                | 星期日及公眾假期 | 07:07-07:54            | 24/23                  |
| 星期日及公眾假期 | 08:17-09:05                       | 24                                | 星期日及公眾假期 | 08:18、08:41           | 08:18、08:41           |
| 星期日及公眾假期 | 09:30-09:55                       | 25                                | 星期日及公眾假期 | 09:05*                 | 09:05*                 |
| 星期日及公眾假期 | 10:15                             | 10:15                             | 星期日及公眾假期 | 09:30*、09:55*、10:15* | 09:30*、09:55*、10:15* |
| 星期日及公眾假期 | 10:35-11:35                       | 20                                | 星期日及公眾假期 | 10:42-11:08*           | 26                     |
| 星期日及公眾假期 | 11:55-12:35                       | 20                                | 星期日及公眾假期 | 11:35                  | 11:35                  |
| 星期日及公眾假期 | 12:50                             | 12:50                             | 星期日及公眾假期 | 11:55-12:55            | 20                     |
| 星期日及公眾假期 | 13:04-14:00                       | 14                                | 星期日及公眾假期 | 13:15-14:15            | 20                     |
| 星期日及公眾假期 | 14:15                             | 14:15                             | 星期日及公眾假期 | 14:31-15:35            | 16                     |
| 星期日及公眾假期 | 14:35-15:35                       | 20                                | 星期日及公眾假期 | 15:51-16:55            | 16                     |
| 星期日及公眾假期 | 15:51                             | 15:51                             | 星期日及公眾假期 | 17:08-17:47            | 13                     |
| 星期日及公眾假期 | 16:07-16:55*                      | 16                                | 星期日及公眾假期 | 17:59、18:15           | 17:59、18:15           |
| 星期日及公眾假期 | 17:15-18:15*                      | 20                                | 星期日及公眾假期 | 18:42-19:35            | 26/27                  |
| 星期日及公眾假期 | 18:32*                            | 18:32*                            | 星期日及公眾假期 | 19:51-20:55            | 15                     |
| 星期日及公眾假期 | 18:49-19:40                       | 17                                | 星期日及公眾假期 | 21:15-21:55            | 20                     |
| 星期日及公眾假期 | 20:07-21:00                       | 17/18                             | 星期日及公眾假期 | 22:20                  | 22:20                  |
| 星期日及公眾假期 | 21:20-22:00                       | 20                                | 星期日及公眾假期 | 22:45-00:00            | 25                     |
| 星期日及公眾假期 | 22:25                             |                                   |                  |                        |                        |
| 星期日及公眾假期 | 22:45-00:00                       | 25                                |                  |                        |                        |

- 有 * 號之時段繞經海洋公園。

171A
- 利東邨（東興樓）開：
  - 星期一至五：07:25、07:55、08:25、08:40
  - 星期六：07:50

171P
- 海怡半島開：
  - 星期一至五：07:15、07:40、08:05、08:30
  - 星期六：07:40

171A及171P逢星期日及公眾假期不設服務
- 註：有紅字班次為九巴派車，其餘班次為城巴派車。

## 收費
171(A/P)
全程：$14.7
- 過香港仔隧道後往荔枝角：$12.2（只適用於171(A)線）
- 過紅磡海底隧道後往荔枝角：$7.7
- 貿易廣場往荔枝角：$6.8
- 過香港仔隧道後往海怡半島：$6.1（只適用於171線）

| - 本線設有12歲以下小童及65歲或以上長者半價優惠。 - 65歲或以上香港居民使用「樂悠咭」，以及12歲以下合資格殘疾兒童使用「殘疾人士身份」個人八達通繳付車資，均可享有每程$2.0或半價（以較低者為準）的票價優惠；12至64歲合資格殘疾人士使用「殘疾人士身份」個人八達通（包括「樂悠咭」），以及60至64歲香港居民使用「樂悠咭」繳付車資，均可享有每程$2.0或全費（以較低者為準）的票價優惠。 - 65歲或以上長者如使用長者或一般個人八達通繳付車資，則只可享有半價優惠；12至64歲合資格殘疾人士如不使用「殘疾人士身份」個人八達通，以及60至64歲人士如不使用「樂悠咭」繳付車資，必須繳付全費。 - 乘客可以現金或八達通於上車時付款，不設找續。 - 每位成人乘客可免費攜帶最多兩名4歲以下而不佔座位的兒童乘客乘車，超額之4歲以下小童必須繳付小童車費乘車。 - 持有「九巴月票」之乘客在車票有效期內，每日可享最多10程任何九龍巴士及龍運巴士路線（包括本路線，合資格車程只適用於九龍巴士／龍運巴士提供的班次；惟乘搭機場「A」及「NA」線則可享原價二七折優惠（不會計算每天10次合資格車程））；而B1線則可每日可享最多2程（不會計算每天10次合資格車程）。 - 九龍巴士、城巴、龍運巴士及陽光巴士全職員工及家屬（不包括外判職員）可免費乘搭本路線（陽光巴士員工及家屬只適用於九龍巴士提供的班次），惟必須拍職員或職員家屬八達通。 - 乘客亦可使用AlipayHK「易乘碼」、支付寶、WeChatHK／微信支付「搭車碼」、銀聯雲閃付「乘車碼」及BOC Pay「乘車碼」、具有感應式支付功能的JCB、卡美國運通、大來國際、Discover Card（只適用於九龍巴士／龍運巴士提供的班次）、VISA、Mastercard及銀聯卡，以及Apple Pay、Google Pay及Samsung Pay流動支付平台繳付車資。九巴班次的乘客使用上述付款方式，將只可享有與其他九巴路線／聯營路線九巴班次之轉乘優惠；城巴班次的乘客使用上述付款方式，將只可享有與其他城巴獨營路線或聯營線城巴班次之轉乘優惠。乘客亦不能享有「公共交通費用補貼計劃」及「長者及合資格殘疾人士公共交通票價優惠計劃」。 |

### 八達通轉乘優惠
乘搭此線往港島方向之乘客於登車後150分鐘內在海底隧道巴士轉乘站轉乘以下路線，第二程成人票價便可減收$3.5，小童／長者票價減收$1.8，乘客必須在150分鐘內轉車。
| 紅隧轉乘優惠計劃路線列表 | 紅隧轉乘優惠計劃路線列表 | 紅隧轉乘優惠計劃路線列表 | 紅隧轉乘優惠計劃路線列表 |
| 巴士公司                 | 轉乘路線                 | 出發地                   | 目的地                   |
| ------------------------ | ------------------------ | ------------------------ | ------------------------ |
| 城巴、九巴               | 101                      | 觀塘（裕民坊）           | 堅尼地城                 |
| 城巴、九巴               | 102                      | 美孚                     | 筲箕灣                   |
| 城巴、九巴               | 102P                     | 美孚                     | 筲箕灣                   |
| 城巴、九巴               | 103                      | 竹園邨                   | 蒲飛路                   |
| 城巴、九巴               | 104                      | 白田                     | 堅尼地城                 |
| 城巴、九巴               | 106                      | 黃大仙                   | 小西灣（藍灣半島）       |
| 城巴、九巴               | 106P                     | 黃大仙                   | 小西灣（藍灣半島）       |
| 城巴                     | 106A                     | 黃大仙                   | 太古（康怡廣場）         |
| 城巴、九巴               | 107                      | 九龍灣                   | 華貴邨                   |
| 城巴、九巴               | 107P                     | 海逸豪園                 | 數碼港                   |
| 九巴                     | 108                      | 九龍灣（啟業）           | 寶馬山                   |
| 城巴、九巴               | 109                      | 何文田                   | 中環（港澳碼頭）         |
| 城巴、九巴               | 110                      | 尖沙咀東（麼地道）       | 筲箕灣                   |
| 城巴、九巴               | 111                      | 坪石                     | 中環（港澳碼頭)          |
| 城巴、九巴               | 111P                     | 彩福                     | 中環（港澳碼頭)          |
| 城巴、九巴               | 112                      | 蘇屋                     | 北角（百福道）           |
| 城巴、九巴               | 113                      | 彩虹                     | 堅尼地城（卑路乍灣）     |
| 城巴、九巴               | 115                      | 九龍城碼頭               | 中環（港澳碼頭）         |
| 城巴、九巴               | 115P                     | 海逸豪園                 | 中環（港澳碼頭）         |
| 城巴、九巴               | 116                      | 慈雲山（中）             | 鰂魚涌（祐民街）         |
| 城巴、九巴               | 117                      | 深水埗（欽州街）         | 跑馬地（下）             |
| 城巴、九巴               | 118                      | 長沙灣（深旺道）         | 小西灣（藍灣半島）       |
| 城巴、九巴               | 118P                     | 長沙灣（深旺道）         | 小西灣（藍灣半島）       |
| 城巴、九巴               | 170                      | 沙田站                   | 華富（中）               |
| 城巴、九巴               | 171                      | 荔枝角                   | 海怡半島                 |
| 城巴、九巴               | 182                      | 愉翠苑                   | 中環（港澳碼頭）         |

## 使用車輛
九巴現時使用11輛亞歷山大丹尼士Enviro 500 MMC 12米 (ATENU) 空調巴士行走本線，均屬荔枝角車廠。2020年7月，本線獲批准採用12.8米巴士行走，因此不時會有12.8米巴士行走。 
| 車隊編號  | 車牌   |
| --------- | ------ |
| ATENU1003 | UB8627 |
| ATENU1099 | UG1184 |
| ATENU1101 | UG1486 |
| ATENU1269 | VC5313 |
| ATENU1278 | VC8633 |
| ATENU1346 | VH8919 |
| ATENU1442 | VL9179 |
| ATENU1444 | VM 469 |
| ATENU1456 | VM4179 |
| ATENU1490 | VN1932 |
| ATENU1503 | VN3305 |

城巴用車主要為亞歷山大丹尼士Enviro 500/MMC巴士巴士。其中一輛被披上西九龍中心全車身廣告的亞歷山大丹尼士Enviro 500MMC（8470／TD1189）獲安排固定行走本線。

## 行車路線
海怡半島（171(P)）／利東邨東興樓（171A）開經：怡南路、海怡路、鴨脷洲橋道、鴨脷洲徑、利東邨道*、鴨脷洲徑、鴨脷洲橋道、鴨脷洲大橋、黃竹坑道、（祇適用於171線，假日加經：海洋公園道、海洋公園公共運輸交匯處、海洋公園道、黃竹坑道）、香港仔隧道、黃泥涌道、摩理臣山道、堅拿道西、堅拿道天橋、紅磡海底隧道、康莊道、漆咸道南、加士居道、彌敦道、長沙灣道、荔枝角道、美荔道、荔灣道及景荔徑。
171P線不經斜體字之路段，171A線由有*號的路段開出。
逢星期一至六23:45後（星期日及公眾假期23:30後）由海怡半島開出的班次不經海怡路。
荔枝角開經：景荔徑、荔灣道、美荔道、長沙灣道、彌敦道、加士居道、漆咸道南、康莊道、紅磡海底隧道、堅拿道天橋、黃泥涌峽天橋、香港仔隧道、黃竹坑道、（假日加經：海洋公園道、海洋公園公共運輸交匯處、海洋公園道、黃竹坑道）、鴨脷洲大橋、鴨脷洲橋道、鴨脷洲徑、利東邨道、鴨脷洲徑、鴨脷洲橋道、怡南路、海怡路、鴨脷洲橋道及怡南路。
每日23:00後由荔枝角開出的班次不經海怡路。
備註：假日09:05-11:32由荔枝角開出及16:10-18:23由海怡半島開出班次會繞經海洋公園。

### 沿線車站
| 海怡半島（171(P)）／利東邨東興樓（171A）開 | 海怡半島（171(P)）／利東邨東興樓（171A）開 | 海怡半島（171(P)）／利東邨東興樓（171A）開 | 荔枝角開 | 荔枝角開                     | 荔枝角開               |
| 序號                                       | 車站名稱                                   | 位置                                       | 序號     | 車站名稱                     | 位置                   |
| ------------------------------------------ | ------------------------------------------ | ------------------------------------------ | -------- | ---------------------------- | ---------------------- |
| 1&                                         | 海怡半島                                   | 海怡半島公共運輸交匯處                     | 1        | 荔枝角巴士總站               | 荔枝角巴士總站         |
| 2*&                                        | 海怡半島美暉閣                             | 海怡路                                     | 2        | 荔灣道                       | 美荔道                 |
| 3*&                                        | 海怡半島海韻閣                             | 海怡路                                     | 3        | 蘭秀道                       | 美荔道                 |
| 4&                                         | 鴨脷洲邨利澤樓                             | 鴨脷洲橋道                                 | 4        | 荔枝角站（Y2）               | 長沙灣道               |
| 5&                                         | 利枝道                                     | 鴨脷洲橋道                                 | 5        | 昌華街（Y7）                 | 長沙灣道               |
| 6&                                         | 鴨脷洲徑                                   | 鴨脷洲橋道                                 | 6        | 長沙灣站（Y12）              | 長沙灣道               |
| 7#                                         | 利東邨東興樓                               | 利東邨道                                   | 7        | 東京街（Y16）                | 長沙灣道               |
| 8#                                         | 利東街市                                   | 利東邨道                                   | 8        | 欽州街（Y21）                | 長沙灣道               |
| 9#                                         | 漁安苑                                     | 利東邨道                                   | 9        | 北河街（Y24）                | 長沙灣道               |
| 10                                         | 香港仔工業學校                             | 黃竹坑道                                   | 10       | 楓樹街                       | 長沙灣道               |
| 11#                                        | 業興街                                     | 黃竹坑道                                   | 11       | 太子站（S2）                 | 彌敦道                 |
| ^                                          | 海洋公園                                   | 海洋公園公共運輸交匯處                     | 12       | 水渠道 （聯合廣場）（S7）    | 彌敦道                 |
| 12                                         | 香港仔隧道巴士轉乘站                       | 黃竹坑道                                   | 13       | 奶路臣街 （銀行中心）（S17） | 彌敦道                 |
| 13#                                        | 堅拿道西                                   | 堅拿道西                                   | 14       | 登打士街（S25）              | 彌敦道                 |
| 14                                         | 紅磡海底隧道轉車站（C1）                   | 康莊道                                     | 15       | （S32）                      | 彌敦道                 |
| 15                                         | 拔萃女書院                                 | 加士居道                                   | 16       | 勞資審裁處                   | 加士居道               |
| 16                                         | 眾坊街（N39）                              | 彌敦道                                     | 17       | 香港理工大學第八期           | 漆咸道南               |
| 17                                         | 登打士街（N50）                            | 彌敦道                                     | 18       | 紅磡海底隧道轉車站（B1）     | 康莊道                 |
| 18                                         | 山東街（N58）                              | 彌敦道                                     | 19       | 香港仔隧道巴士轉乘站         | 黃竹坑道               |
| @                                          | 弼街                                       | 彌敦道                                     | ^        | 海洋公園                     | 海洋公園公共運輸交匯處 |
| 19                                         | 鴉蘭街（N74）                              | 彌敦道                                     | 20       | 黃竹坑遊樂場                 | 黃竹坑道               |
| 20                                         | 楓樹街                                     | 長沙灣道                                   | 21       | 業興街                       | 黃竹坑道               |
| 21                                         | 北河街（X8）                               | 長沙灣道                                   | 22       | 勝利工廠大廈                 | 黃竹坑道               |
| 22                                         | 怡閣苑（X18）                              | 長沙灣道                                   | 23       | 香港真光書院                 | 利東邨道               |
| 23                                         | 貿易廣場（X27）                            | 長沙灣道                                   | 24       | 利東邨東興樓                 | 利東邨道               |
| 24                                         | 長沙灣徑（X32）                            | 長沙灣道                                   | 25       | 利東街市                     | 利東邨道               |
| 25                                         | 長荔街（X45）                              | 長沙灣道                                   | 26       | 鴨脷洲徑                     | 鴨脷洲橋道             |
| 26                                         | 美孚站（B4）                               | 荔枝角道                                   | 27       | 利枝道                       | 鴨脷洲橋道             |
| 27                                         | 蘭秀道                                     | 美荔道                                     | 28       | 御庭園                       | 鴨脷洲橋道             |
| 28                                         | 荔灣道                                     | 美荔道                                     | 29*      | 海怡半島美暉閣               | 海怡路                 |
| 29                                         | 荔枝角巴士總站                             | 荔枝角巴士總站                             | 30*      | 海怡半島海韻閣               | 海怡路                 |
|                                            |                                            |                                            | 31       | 海怡半島                     | 海怡半島公共運輸交匯處 |

- 註

1. 171下列時段不停靠有 * 號之車站：

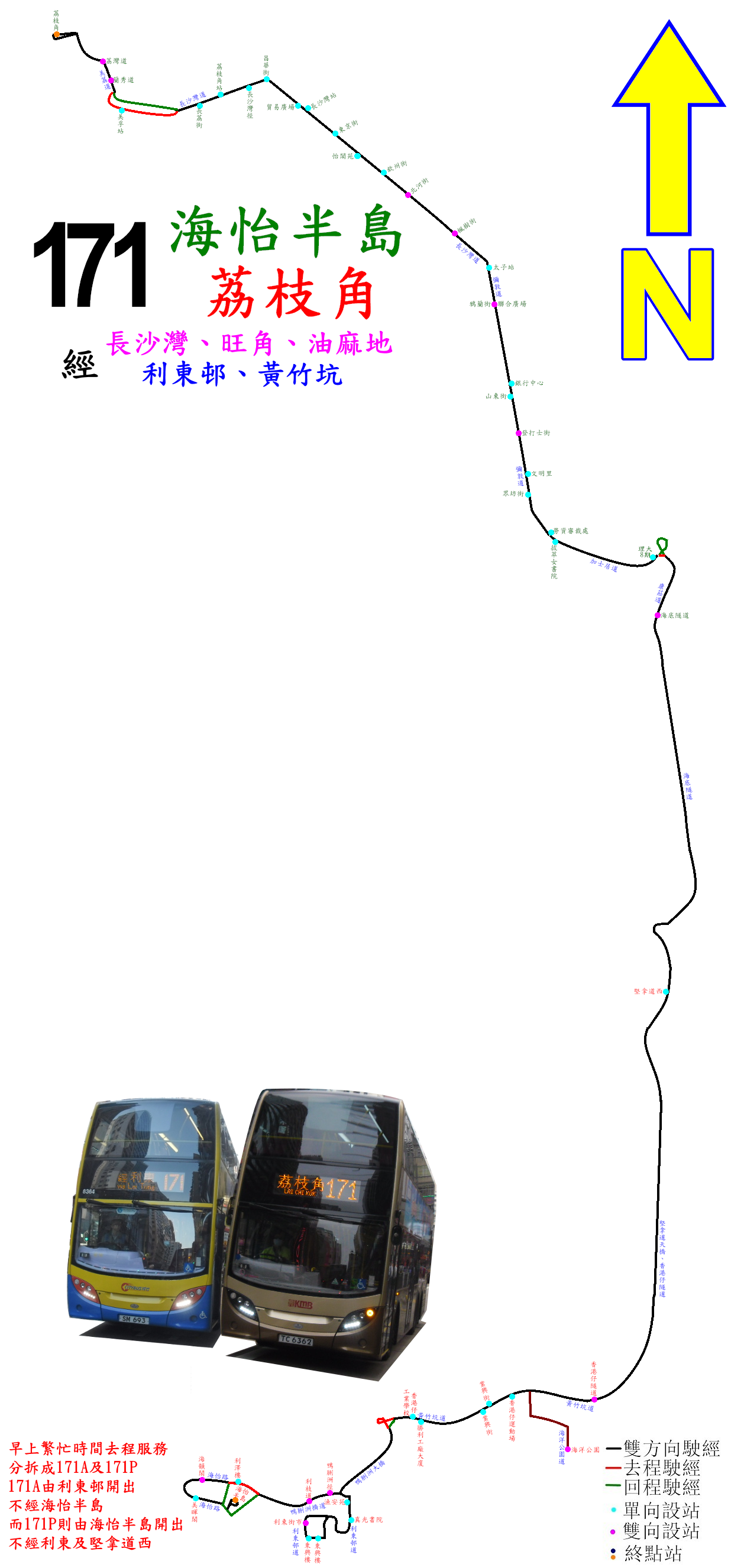
171線系列路線的走線圖

  1. 逢星期一至六23:45後（星期日及公眾假期23:30後）由海怡半島開出的班次
  2. 每日23:00後由荔枝角開出的班次
2. 有 ^ 號之車站祇於逢星期日及公眾假期以下時段停靠：（海洋公園關閉時除外）
  1. 荔枝角開：09:00-11:30
  2. 海怡半島開：16:00-18:30
3. 有 @ 號之車站為特別班次的終點站，常規班次不停該站
4. 171A線不停&號車站
5. 171P線不停#號車站

## 客量
本線作為九龍西來往南區的直接路線，加上大部分南區居民都會選擇乘本線到黃竹坑轉車，在南區的客源不僅是黃竹坑、利東邨、鴨脷洲及海怡半島的居民，而且還吸引不少香港仔及石排灣、等地區的居民乘搭。由於本線路線直接且班次頻密，而且亦在1994年10月起大大搶走原本使用金鐘站轉乘海洋公園接駁巴士的乘客，加上往海怡半島方向，在銅鑼灣不停站，以縮減行車時間。即使來往紅磡海底隧道收費廣場已經有107及170線競爭，但該兩條巴士線往南區方向繞經繁忙的銅鑼灣及班次不及本線頻密，因此客量依然無甚影響。
2016年港鐵南港島綫通車後，由於本線服務範圍與鐵路相同，加上途經的香港仔隧道、紅磡海底隧道（2017年起競爭對手西區海底隧道兩次加價）及加士居道（受港鐵屯馬綫工程影響）經常擠塞，行車時間或進一步加長。雖然乘搭港鐵需要在金鐘站轉車，但班次、行車時間、效率、穩定性、載客量上有較大優勢，因此部份乘客改乘港鐵，客量有所下跌，不過由於本線班次頻密，而金鐘站人流又經常甚高，故繁忙時間及假日亦會頂閘，仍有一定客量支持。
但是，當金鐘站因突發事故而關閉，南港島綫沿線乘客無法使用鐵路過海，而令各南區巴士路線（包括本路線）的需求增加，甚至出現頂閘情況。同時，因應巴士公司作出的特別安排，本路線或需延長繞經海洋公園的服務時段。
東鐵綫於2022年5月15日延伸至金鐘站，新界東的乘客可直接改乘鐵路避免多重轉車前往南區，此路線流失了東鐵綫於紅磡海底隧道的轉乘客，客量進一步下跌。因應客量變化，本線及其分支於2022年7月11日起縮減班次。

## 圖片集

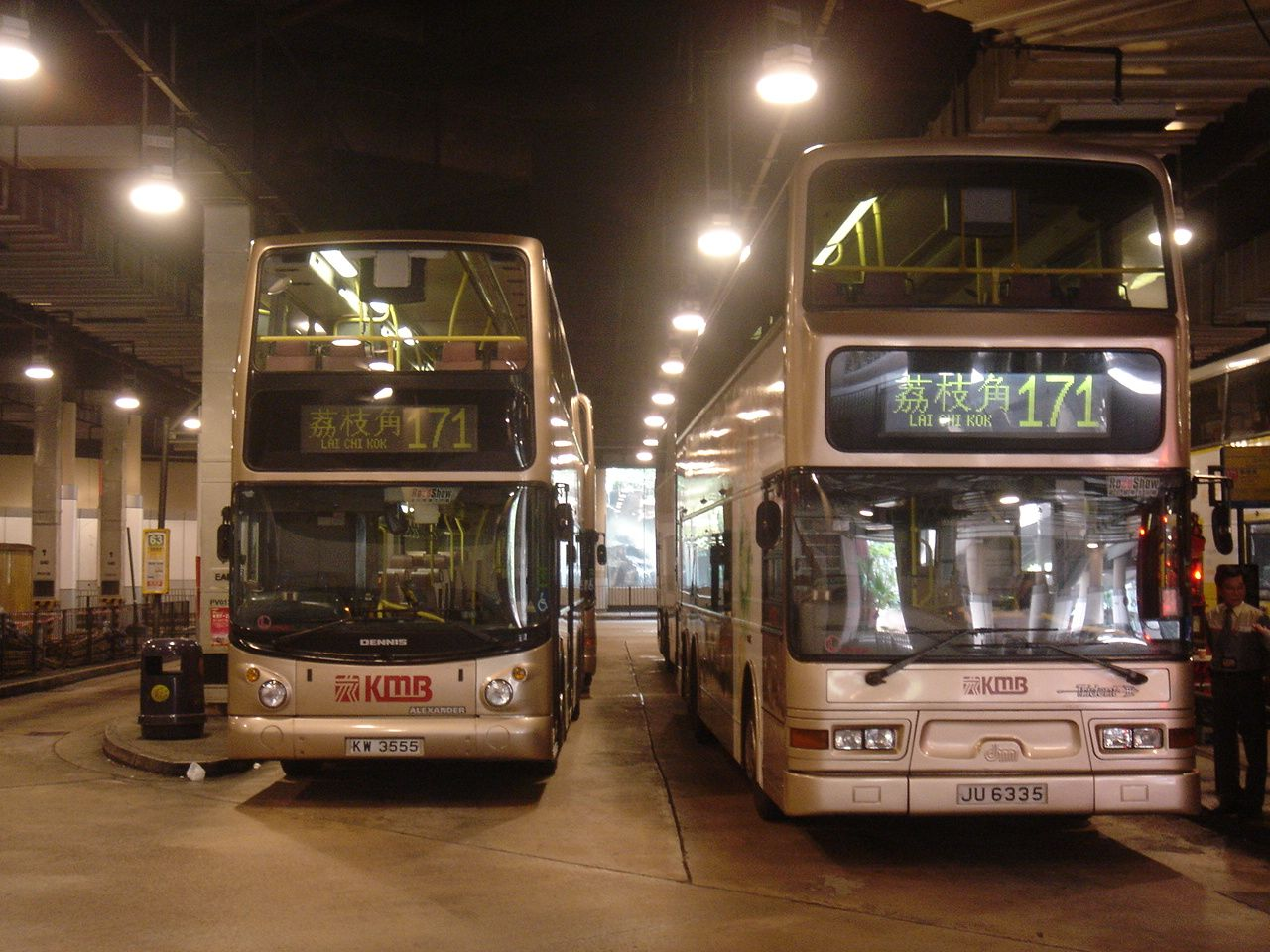
兩間公司常用的171巴士
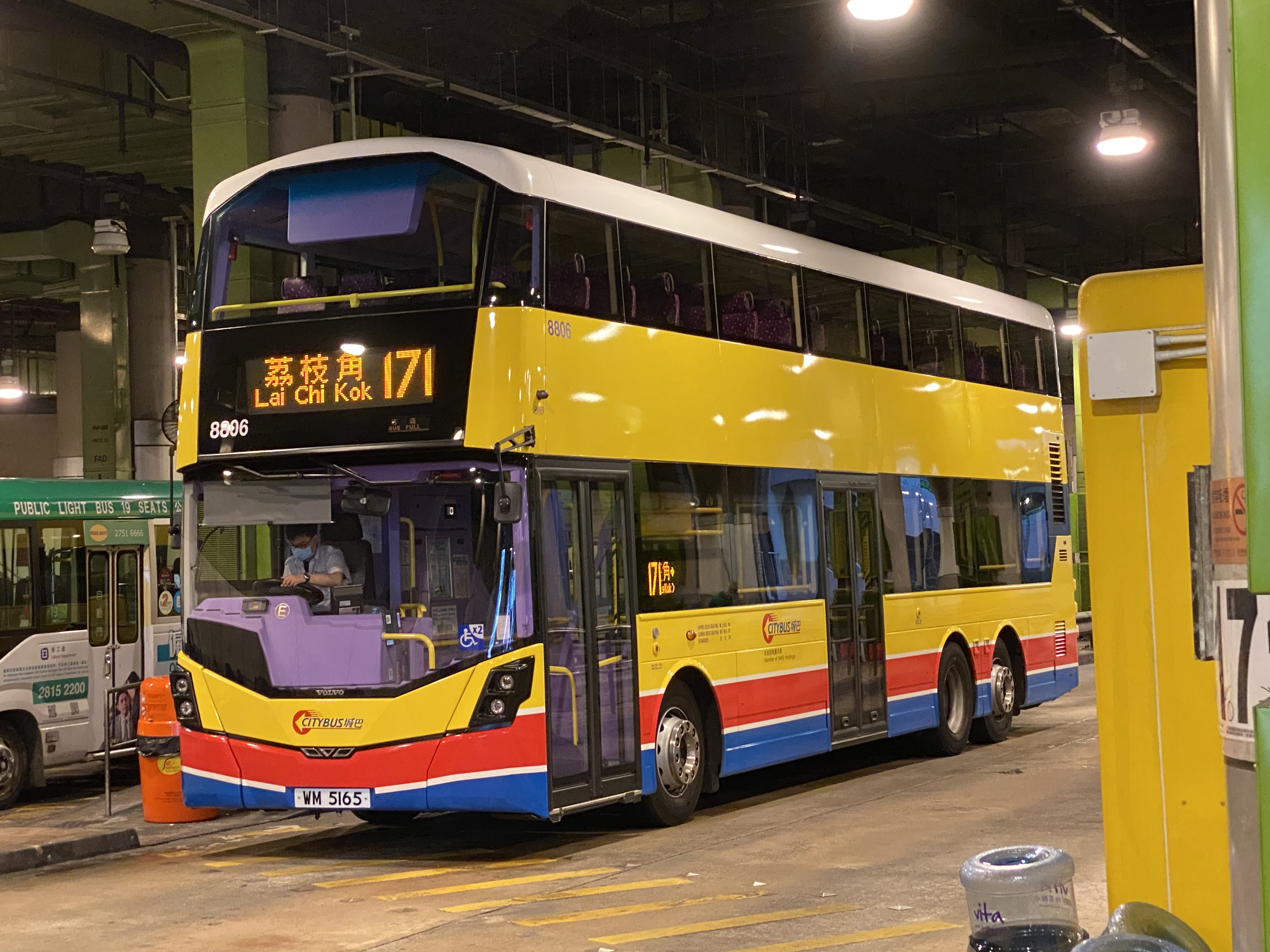
於海怡半島的VolvoB8L巴士

## 外部連結
九巴
- 過海隧道巴士171線 （页面存档备份，存于）
- 過海隧道巴士171A線 （页面存档备份，存于）
- 過海隧道巴士171P線 （页面存档备份，存于）
- 過海隧道巴士171A, 171P線往港島方向 （页面存档备份，存于）

城巴
- 過海隧道巴士171線 （页面存档备份，存于）
- 過海隧道巴士171、171A、171P線路線圖 （页面存档备份，存于）
- 過海隧道巴士171A線 （页面存档备份，存于）
- 過海隧道巴士171P線 （页面存档备份，存于）
- 過海隧道巴士171、171A、171P線詳細時間表 （页面存档备份，存于）

其他
- 681巴士總站－過海隧道巴士171線 （页面存档备份，存于）
- 681巴士總站－過海隧道巴士171A線 （页面存档备份，存于）
- 681巴士總站－過海隧道巴士171P線 （页面存档备份，存于）